# Ruthven
Ruthven è un comune degli Stati Uniti d'America, situato nello Stato dell'Iowa, nella contea di Palo Alto.

## Storia
Ruthven venne fondata nel 1878, quando la ferrovia di Milwaukee attraversò il suo territorio. La parcella di terreno apparteneva allora ai fratelli Ruthven, da cui la cittadina prese il nome.